# لیوان دسته‌دار
لیوان دسته‌دار یا ماگ (به انگلیسی: mug) نوعی فنجان بادوام معمولاً از جنس سرامیکی است که اغلب برای نوشیدنی‌های داغ مثل چای، قهوه، یا شکلات داغ مورد استفاده قرار می‌گیرد. لیوان‌های دسته‌دار، بنا بر تعریف، دسته دارند و نسبت به سایر انواع فنجان معمولاً حجم بیشتری از مایعات را در خود جای می‌دهند. یک لیوان دسته‌دار تقریباً ۳۵۰ میلی‌لیتر، یعنی دوبرابر یک فنجان چای‌خوری معمولی، گنجایش دارد.

## موارد استفاده
امروزه ماگ‌ها به یکی از وسایل شخصی و فانتزی با طرح و جنس مختلف تبدیل شده است. ماگ‌های فانتزی بیشترین کاربرد را برای هدیه دادن دارند.

### لیوان دسته‌دار فرانسوی
لیوان دسته‌دار فرانسوی از جنس شیشه علاوه‌بر سرو چای در ایران به عنوان وسیله اندازه‌گیری آشپزی نیز کاربرد دارد و بین ۲۴۰ تا ۲۶۰ میلی‌لیتر گنجایش آن است.

## نگارخانه

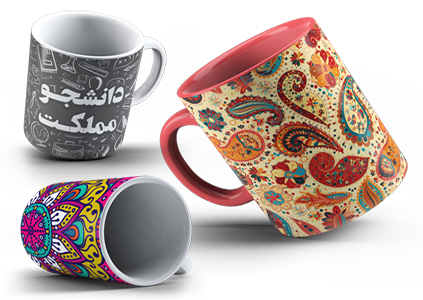
انواع لیوان دسته دار
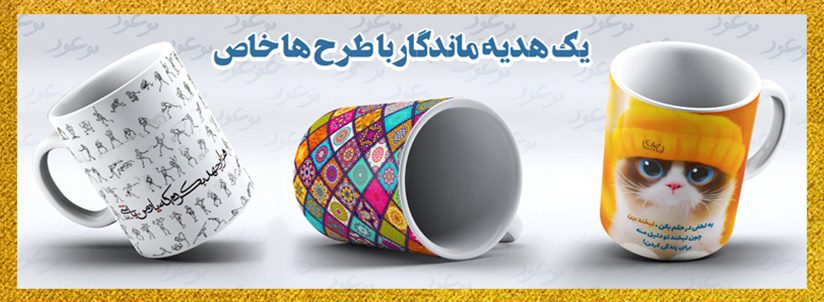
لیوان دسته دار هدیه
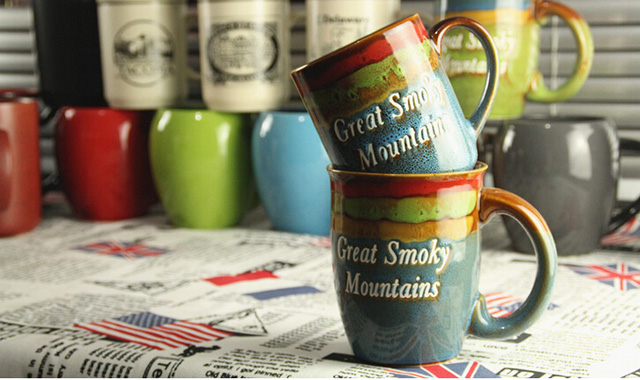
ست لیوان دسته دار
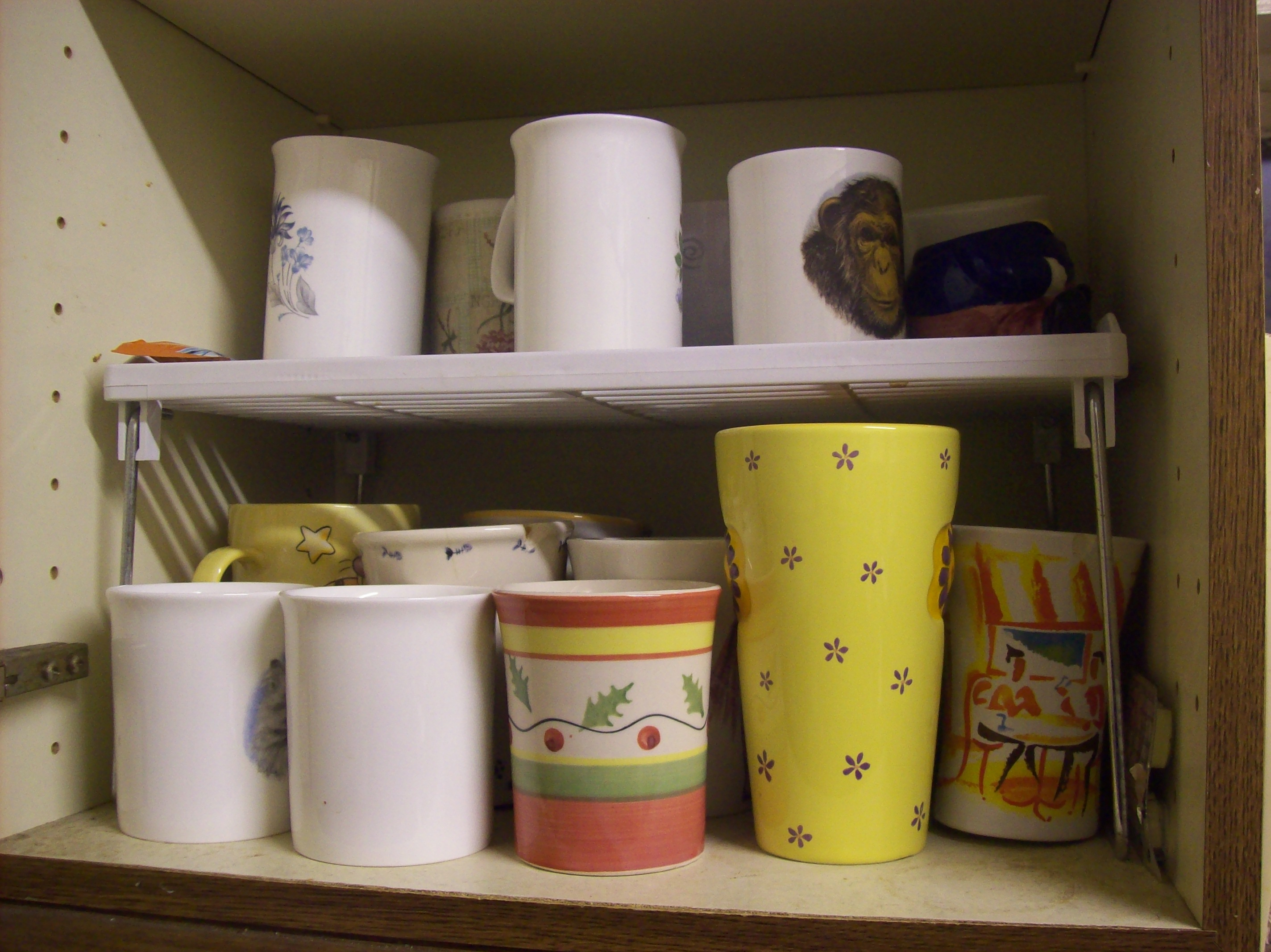
سایز بندی مختلف ماگ